# Diospyros maritima
Diospyros maritima är en tvåhjärtbladig växtart som beskrevs av Carl Ludwig von Blume. Diospyros maritima ingår i släktet Diospyros och familjen Ebenaceae.

## Underarter
Arten delas in i följande underarter:
- D. m. dolichocarpa
- D. m. minor